# Subiect subînțeles
În tipologia lingvistică, o limbă cu subiect subînțeles este o limbă a cărei gramatică permite ca o propoziție principală să nu aibă un subiect explicit; o astfel de propoziție se spune că are un subiect subînțeles.
De obicei, limbile cu subiect subînțeles exprimă persoana, numărul și/sau genul prin concordanță cu referentul unui verb, făcând ca un subiect să fie redundant.
De exemplu, în limba italiană subiectul „ea” poate fi explicit:
| Maria | non | vuole | mangiare.   |
| Maria | nu  | vrea  | să mănânce. |

Spre deosebire de „ea” ca subiect implicit:
| SUB     | Non | vuole | mangiare.   |
| [Ea/el] | Nu  | vrea  | să mănânce. |

Subiectul „ea/el” din a doua propoziție este doar implicit în italiană. Engleza și franceza, în schimb, cer un subiect explicit în această propoziție.
Limbile cu subiect subînțeles includ româna, araba, majoritatea limbilor romanice, chineza, greaca, ebraica, limbile indo-ariene, japoneza, coreeana, persana, limbile slave, tamila și limbile turcice.

## Caracterizare
Limbile care nu sunt limbi cu subiect subînțeles necesită de obicei un subiect explicit. Engleza și franceza fac o excepție în modul imperativ, sau atunci când subiectul este menționat în aceeași propoziție, în propoziția imediat anterioară, sau când subiectul este evident. Aceste limbi pot omite uneori pronumele în contexte limitate: de exemplu, în germană, cuvântul pentru „te rog”, Bitte, înseamnă literal „[eu] rog”, iar în engleză, expresia „Not happy!” este clar înțeleasă ca având sensul la persoana I singular „I am not happy” („Nu sunt fericit/ă”). Similar, în unele cazuri, includerea suplimentară a pronumelor în engleză are o forță echivalentă cu includerea lor opțională în spaniolă sau italiană: de exemplu, „eu gătesc, eu fac curat și eu fac cumpărăturile” este mai emfatic decât simplul „eu gătesc, spăl vasele și fac cumpărăturile”.
Subiectele pot fi uneori omise în vorbirea colocvială atunci când sunt subînțelese.
În cadrul teoriei guvernării și legării din sintaxă, termenul subiect subînțeles se referă la o categorie vidă. Se consideră că această categorie vidă se comportă ca un pronume obișnuit în ceea ce privește referința anaforică și alte comportamente gramaticale. Din acest motiv, este denumită cel mai frecvent „pro”.
Acest fenomen este similar, dar nu identic, cu cel al limbilor pro-drop, care pot omite pronume, inclusiv pronume subiect, dar și pronume complement. Deși toate limbile pro-drop sunt limbi cu subiect subînțeles, nu toate limbile cu subiect subînțeles sunt pro-drop.
În limbile cu subiect subînțeles care au verbe cu flexiune, în care verbul se flexionează pentru persoană, persoana gramaticală a subiectului este reflectată de terminația verbului și, în mod similar, și numărul și genul sunt marcate prin flexiune.